# АЭС Палюэль
АЭС Палюэль (фр. Centrale nucléaire de Paluel) — атомная электростанция, расположенная на территории коммуны Палюэль в Нормандии, в департаменте Приморская Сена, примерно в 40 км от города Дьеп. АЭС имеет 4 энергоблока, оснащённых водо-водяными реакторами P4 компании Areva электрической мощностью 1382 МВт. Техническое водоснабжение осуществляется из Ла-Манша.
Персонал АЭС составляет около 1 250 сотрудников. Эксплуатирующей организацией станции является Électricité de France.

## Информация об энергоблоках
| Энергоблок | Тип реакторов | Мощность | Мощность | Начало строительства | Подключение к сети | Ввод в эксплуатацию | Закрытие |
| Энергоблок | Тип реакторов | Чистый   | Брутто   | Начало строительства | Подключение к сети | Ввод в эксплуатацию | Закрытие |
| ---------- | ------------- | -------- | -------- | -------------------- | ------------------ | ------------------- | -------- |
| Палюэль-1  | PWR (P4)      | 1330 МВт | 1382 МВт | 15.08.1977           | 22.06.1984         | 01.12.1985          |          |
| Палюэль-2  | PWR (P4)      | 1330 МВт | 1382 МВт | 01.01.1978           | 14.09.1984         | 01.12.1985          |          |
| Палюэль-3  | PWR (P4)      | 1330 МВт | 1382 МВт | 01.02.1979           | 30.09.1985         | 01.02.1986          |          |
| Палюэль-4  | PWR (P4)      | 1330 МВт | 1382 МВт | 01.02.1980           | 11.04.1986         | 01.06.1986          |          |

## Интересный факт
- Является самой мощной АЭС на территории Франции и Европейского Союза.
- Является самой мощной электростанцией любого типа на территории Франции.